# Корпанюк Петро Іванович
Петро Іванович Корпаню́к (нар. 1897, Яворів — пом. 12 лютого 1961, Яворів) — український радянський майстер різьблення на дереві. Брат різьбярів Семена та Юрія Корпанюків.

## Творчість
Виготовдяв декоративні тарілки, ракви, скриньки, футляри для книг, оздоблені інкрустацією.
Роботи майстра зберігаються у музеях Києва, Львова; у Національному музеї народного мистецтва Гуцульщини та Покуття імені Йосафата Кобринського у Коломиї є дві його роботи.